# Province de Xieng Khouang
La province de Xieng Khouang (Xiengkhuang) est une province du nord-est Laos. Cette région a été la plus bombardée pendant la guerre du Viêt Nam. On y trouve notamment la Plaine des Jarres, important site archéologique.

## Histoire

### Jusqu'auXXesiècle
La Plaine des Jarres, où se trouvent d'imposantes jarres de pierre antiques dont la signification et l'origine ne sont pas encore totalement élucidées, est un site préhistorique important en Asie du Sud-Est. Les pièces retrouvées sont datées de 2000 av. J.-C. à 800 ap. J.-C. Les Thai Phuan (en), originaires du Sud de la Chine actuelle, ont établi une principauté appelée Muang Puan  dans la Plaine des Jarres au XIIIe siècle. Au milieu du XIVe siècle, le territoire est intégré au royaume du Lan Xang mais les habitants gardent un haut niveau d'autonomie. Dès les années 1770, le Siam étend son contrôle sur les territoires laotiens à l'est du Mékong et Muang Puan devient un vassal du Siam en gardant des relations avec le Đại Việt. Les traités franco-siamois des années 1890 placent Xieng Khouang au sein de l'Indochine française.

### Bombardement américain

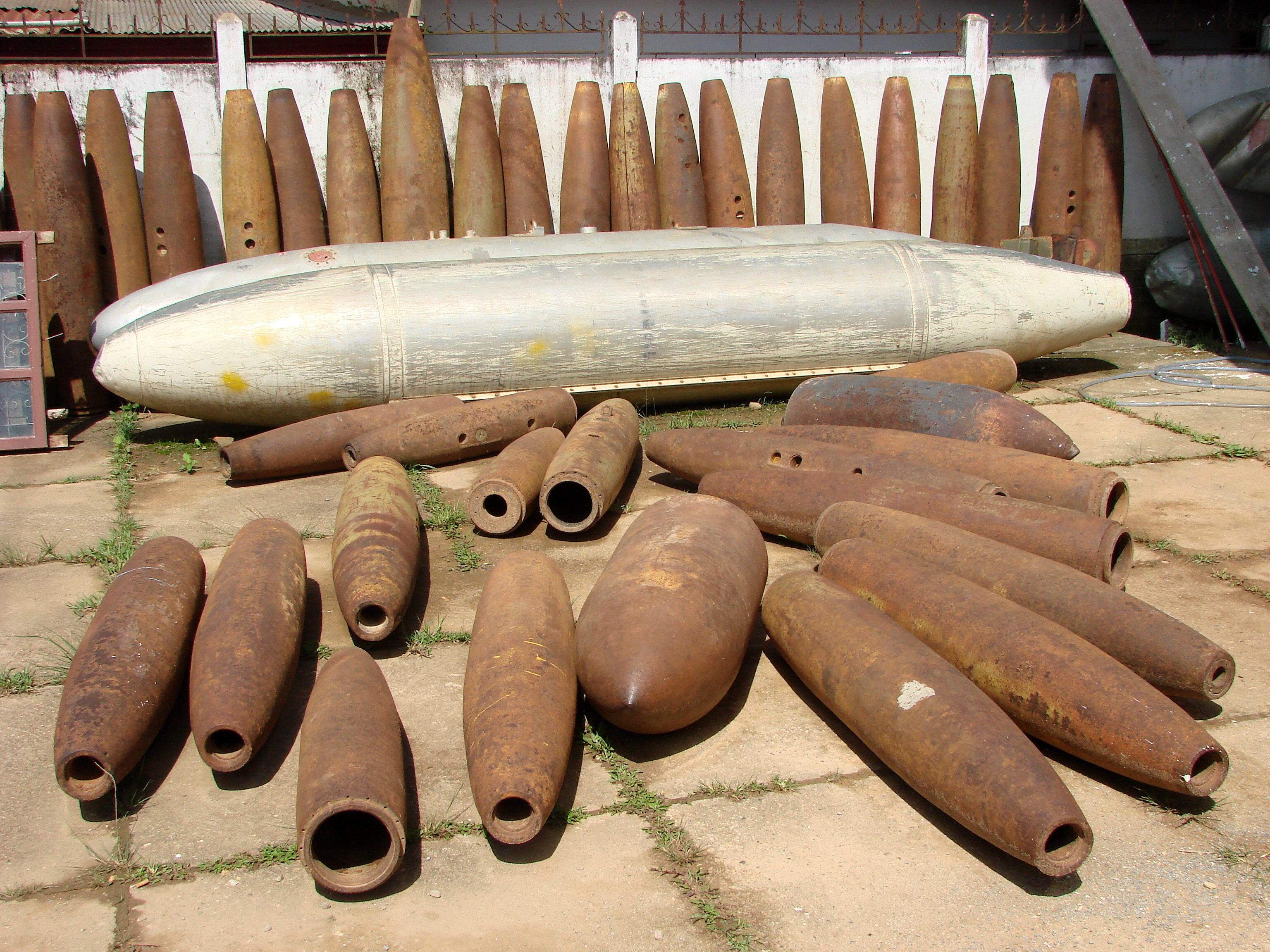
Restes de bombes à Phonsavan (mai 2009)

La province de Xieng Khouang est la région ayant reçu le plus intense bombardement au monde (essentiellement des bombes à sous-munitions), devant la ville de Dresde. Le bombardement a eu lieu dans les années 1970, par les forces armées des États-Unis contre le Pathet Lao lors de la guerre civile laotienne ou « guerre secrète ». La région compte comme localité Long Tien, qui a accueilli une base secrète de la CIA dont un aéroport pendant cette même guerre.
L'ancienne capitale Xieng Khouang est détruite par les bombardements et la capitale est transférée à Phonsavan.
À cause du relief accidenté et des terrains boueux lors de la mousson, un grand nombre des bombes n'ont pas explosé - environ 30 % - et restent encore actives. Malgré le travail des démineurs du MAG, de nombreuses terres restent contaminées par les bombes et la province comptent beaucoup de personnes mutilées par l'explosion de ces bombes. On compte plus de 20 000 victimes de ces bombes non explosées depuis la fin de la guerre.

## Géographie

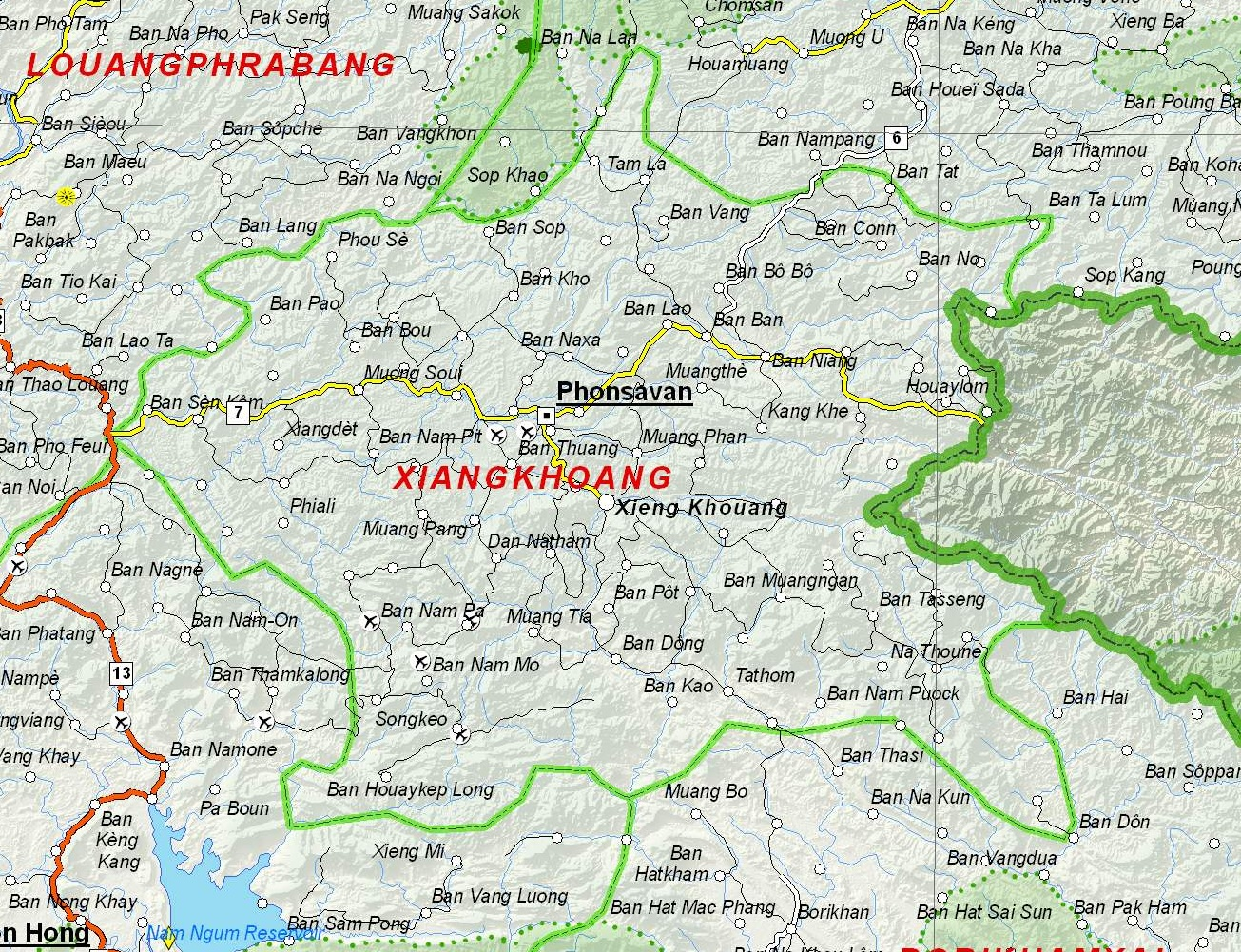
Carte de la province de Xieng Khouang

La province a une surface de 15 880 km2. Elle est limitrophe de la province de Houaphan au nord, de la province vietnamienne de Nghệ An à l'est, de la province de Borikhamxay au sud-est, de la province de Xaisomboun au sud et de la province de Luang Prabang à l'ouest. Son territoire montagneux s'étend sur le plateau du Tran-Ninh, le plus grand du pays. Cette zone de collines a une altitude moyenne d'environ 1 300 mètres ; la Plaine des Jarres se trouve en son centre.

## Aires protégées
L'aire protégée de Nam Et-Phou Louey (en) a une surface de 5 950 km2, ce qui en fait une des plus grandes du Laos. Elle s'étend dans les provinces de Xieng Khouang, Luang Prabang et Houaphan. C'est une zone montagneuse qui constitue l'extrémité nord de la chaîne Annamitique. On y trouve notamment l'une des dernières populations de tigres d'Indochine, des gaurs, des sambars, des loutres et la plus grande population de gibbons à favoris blancs du Nord,.

## Divisions administratives
La province est découpée en 7 muangs (ou districts). Le district de Thathom fait actuellement partie de la province de Xaisomboun créée en 2013.
| Carte | Code                 | Nom        | Nom lao | Population (2015) |
| ----- | -------------------- | ---------- | ------- | ----------------- |
|       |                      |            |         |                   |
| 09-01 | District de Pek      | ເມືອງແປກ    | 75 566  |                   |
| 09-02 | District de Kham     | ເມືອງຄຳ     | 47 512  |                   |
| 09-03 | District de Nonghed  | ເມືອງໜອງແຮດ | 37 613  |                   |
| 09-04 | District de Khoune   | ເມືອງຄູນ     | 33 233  |                   |
| 09-05 | District de Mork     | ເມືອງໝອກໃໝ່  | 14 297  |                   |
| 09-06 | District de Phookood | ເມືອງພູກູດ    | 25 017  |                   |
| 09-07 | District de Phaxay   | ເມືອງຜາໄຊ   | 11 446  |                   |
| 09-08 | District de Thathom  | ເມືອງທ່າໂທມ  |         |                   |

## Démographie
En 2015, la province a une population de 244 684 habitants. La densité de population, l'une des plus basses du pays, est de 15 habitants par km2. 28,9 % des habitants vivent en zone urbaine, 62,5 % dans des zones rurales accessibles par la route et 8,6 % dans des zones non accessibles par la route. De 2005 à 2015 la province a un solde migratoire négatif d'environ 15 000 personnes. La capitale et plus grande ville de la province est Phonsavan (48 643 habitants en 2015).
La province est notamment peuplée par les Thai Phuan (en), les Hmong, les Khmu et les Tai Dam.

## Économie

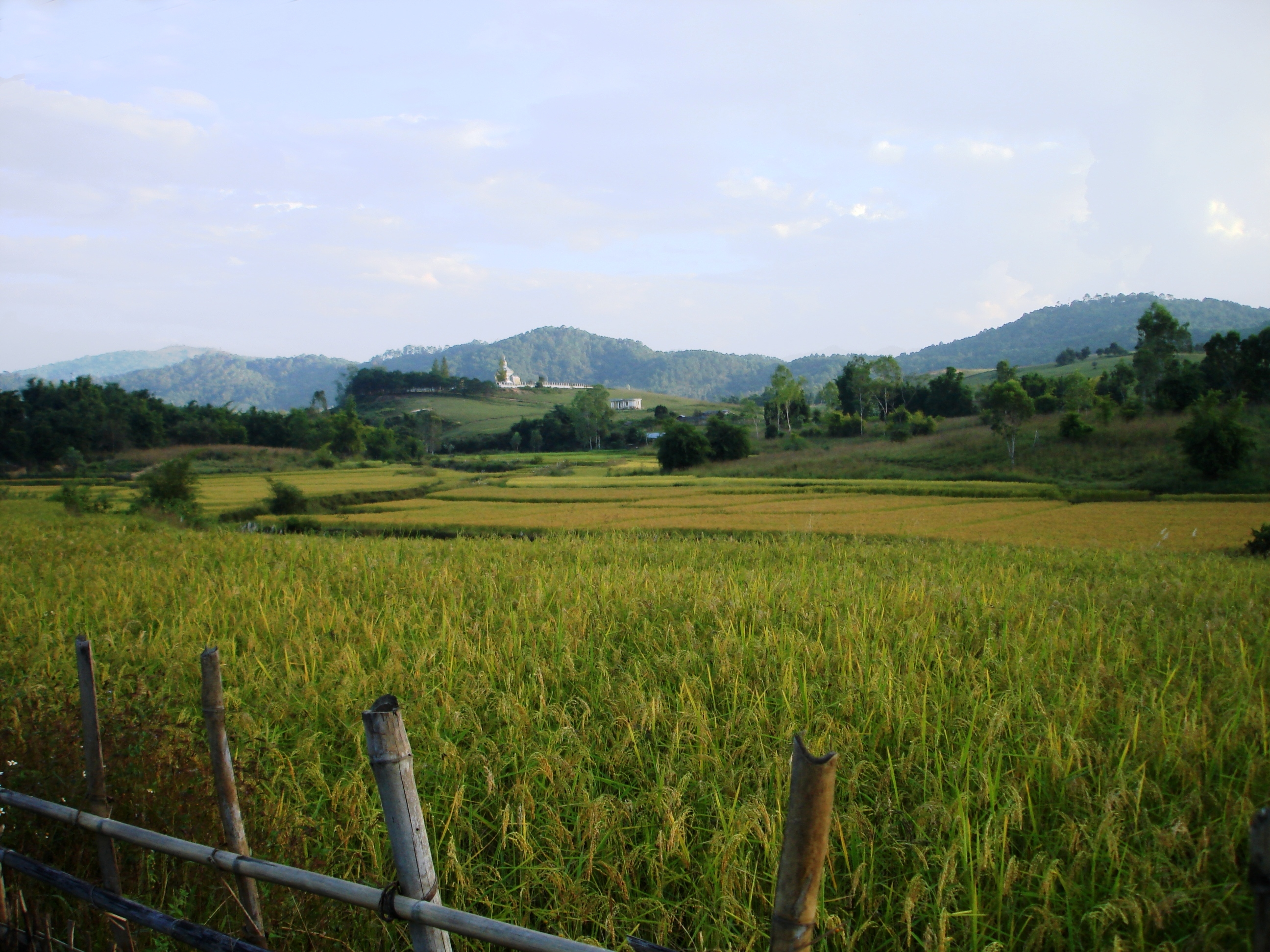
Vue depuis Phonsavan.

La province est un important producteur de maïs et de riz de la variété traditionnelle Khao Kai Noi. Le centre commercial et touristique de la province est la capitale Phonsavan.

## Tourisme

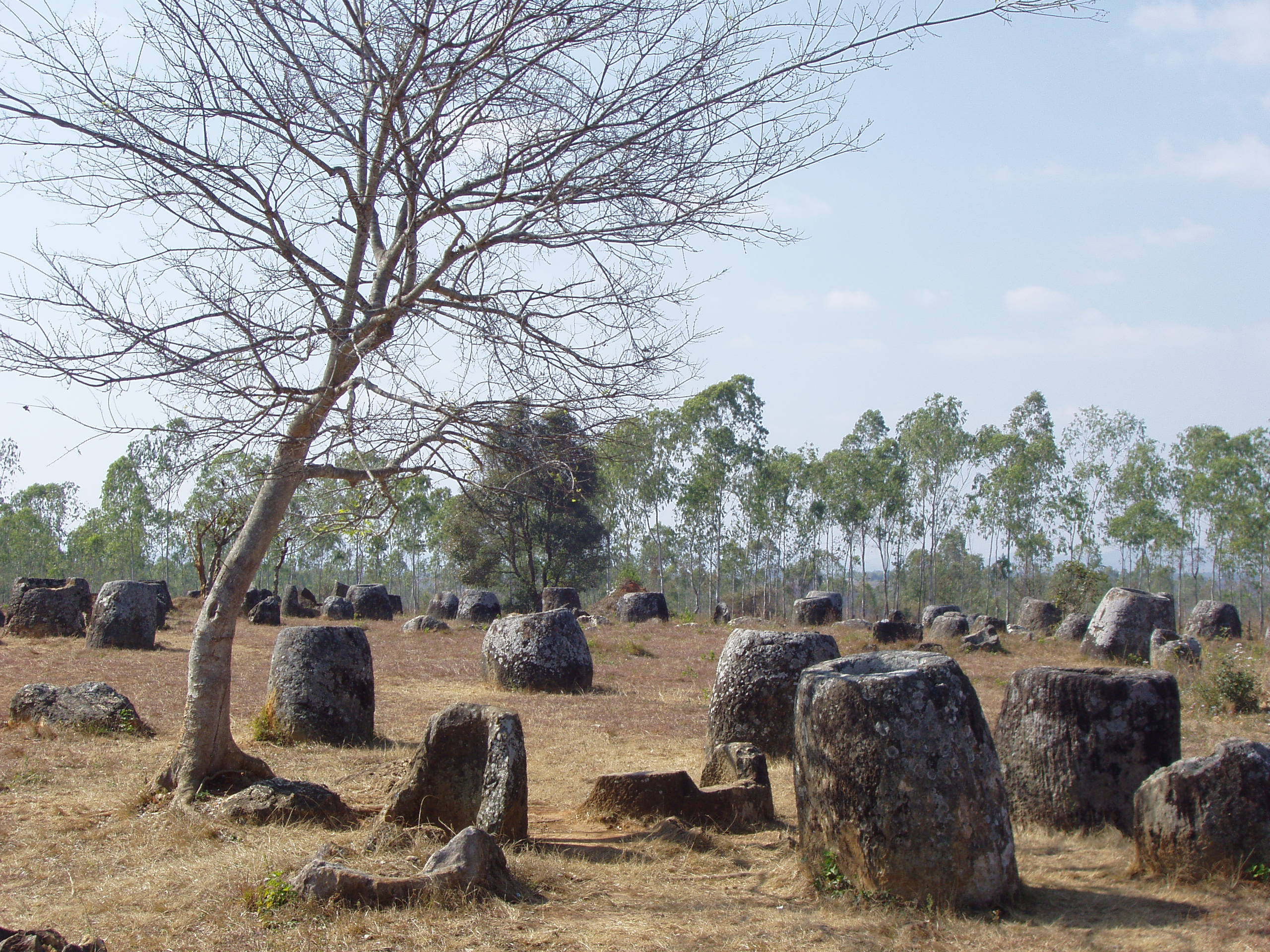
La Plaine des Jarres.

En 2017, 130 261 touristes internationaux et 47 886 touristes domestiques ont visité la province. Le territoire compte 17 hôtels et 110 maisons d'hôtes pour un total de 2 358 chambres et 3 167 lits à la même date.
La principale attraction touristique de la province est la Plaine des Jarres. On peut aussi visiter Xieng Khouang, ancienne capitale de l'ancien royaume de Phuan sous le nom de Muang Khoun. La ville a été détruite pendant la guerre du Viêt Nam et on y trouve les ruines d'un temple et d'un hôpital français.

## Transports
La compagnie aérienne Lao Airlines relie l'aéroport de Xieng Khouang (en), situé à proximité de la capitale Phonsavan, à Vientiane. La route nationale 7 traverse la province d'est en ouest.